# Рембрандт (исследовательский проект)
Исследовательский проект «Рембрандт» (англ. Rembrandt Research Project) — группа амстердамских учёных, образованная в 1968 году для исследования творческого наследия Рембрандта с целью проверки его подлинности и фактической принадлежности кисти великого художника. Многие произведения, приписываемые Рембрандту, были выполнены его учениками и подмастерьями и в течение столетий продавались под его именем; к середине XX века их число перевалило за несколько тысяч. Исследования проекта «Рембрандт» дали сенсационные результаты: многим картинам, известным ранее как творения Рембрандта, было отказано в авторстве художника, что привело к серьёзной критике деятельности проекта со стороны музейщиков.
Определить авторство работ Рембрандта было сложно даже его современникам, поскольку картины Рембрандта нередко лишь с большим трудом можно отличить от работ других художников: Говарта Флинка, Яна Ливенса или Арента де Гелдера. С картин Рембрандта в его мастерской часто писали копии и реплики. Так, например, известно десять версий картины «Иуда возвращает тридцать серебреников», которые невозможно однозначно атрибутировать определённому художнику. Иногда, чтобы установить автора, используются архивные документы, литературные упоминания или гравюры-репродукции, но они не обладают достаточной достоверностью. В дополнение проводится естественнонаучное исследование, а также к работе привлекаются эксперты в области качественных и стилевых особенностей художника. Так можно установить совпадения и различия в сравнении с произведениями, не имеющими подтверждающей документации.
Исследовательский проект Рембрандт построен на междисциплинарной основе и сводит воедино выводы, к которым приходят в своих научных публикациях разные учёные. Картины первоначально были разделены на три категории:
- категория А — авторство Рембрандта установлено уверенно;
- категория В — авторство Рембрандта не установлено с полной уверенностью, но и не может быть оспорено;
- категория С — авторство Рембрандта не может быть подтверждено, атрибутируется окружению художника.

Классификация картин по категориям также была сопряжена со сложностями, после выпуска первых трех каталогов в группе исследователей произошел раскол.
Если в начале XX века считалось, что кисти Рембрандта принадлежит порядка восьмисот картин, то благодаря работе Исследовательского проекта «Рембрандт» количество работ, принадлежащих кисти Рембрандта, значительно сократилось. Например, из двенадцати картин, выставлявшихся в Собрании Уоллеса под именем великого художника, в 2010 году проект подтвердил рембрандтовское авторство только одной. Однако в окончательном списке работ Рембрандта, опубликованном в 2014 году, собранию Уоллеса принадлежат пять картин.
Характерна ситуация с портретом «Мужчина в золотом шлеме» из Берлинской картинной галереи, который долгое время причислялся к высшим достижениям рембрандтовского гения. Проект установил, что авторство Рембрандта в отношении этой знаменитой картины исключается. По одной из неподтверждённых версий эта картина была написана аугсбургским художником Иоганном Ульрихом Майром, который некоторое время работал в мастерской Рембрандта, поскольку установлено, что такие шлемы, как на картине, изготавливались в аугсбургских оружейных мастерских. По другой версии, автор этого портрета вообще не относился к ближайшему окружению Рембрандта.
Результаты работы проекта опубликованы в шести каталогах. Заключительный каталог 2014 года издан последним оставшимся в живых участником старта проекта Эрнстом ван де Ветерингом, в каталоге список картин Рембрандта насчитывает 346 единиц. Далеко не все музеи сразу же приняли результаты исследований, так как перевод того или иного полотна в категорию произведений «мастерской Рембрандта» означает снижение не только его цены, но и потока желающих увидеть шедевр посетителей. Что касается работ Рембрандта, выставленных в российских музеях, то в музее имени А. С. Пушкина, по мнению ван де Ветеринга, находится только три произведения Рембрандта — «Изгнание торгующих из храма», «Неверие Фомы» и «Артаксеркс, Аман и Эсфирь» (трём портретам в авторстве отказано). Авторство Рембрандта подтверждено в отношении только четырнадцать картин Эрмитажа, причём «Портрет молодого холостяка» проект признал кисти Рембрандта, а Эрмитаж считает его работой ученика. Отвергнуто шесть работ, это пять портретов и полотно «Аман узнаёт свою судьбу».